# Blindern

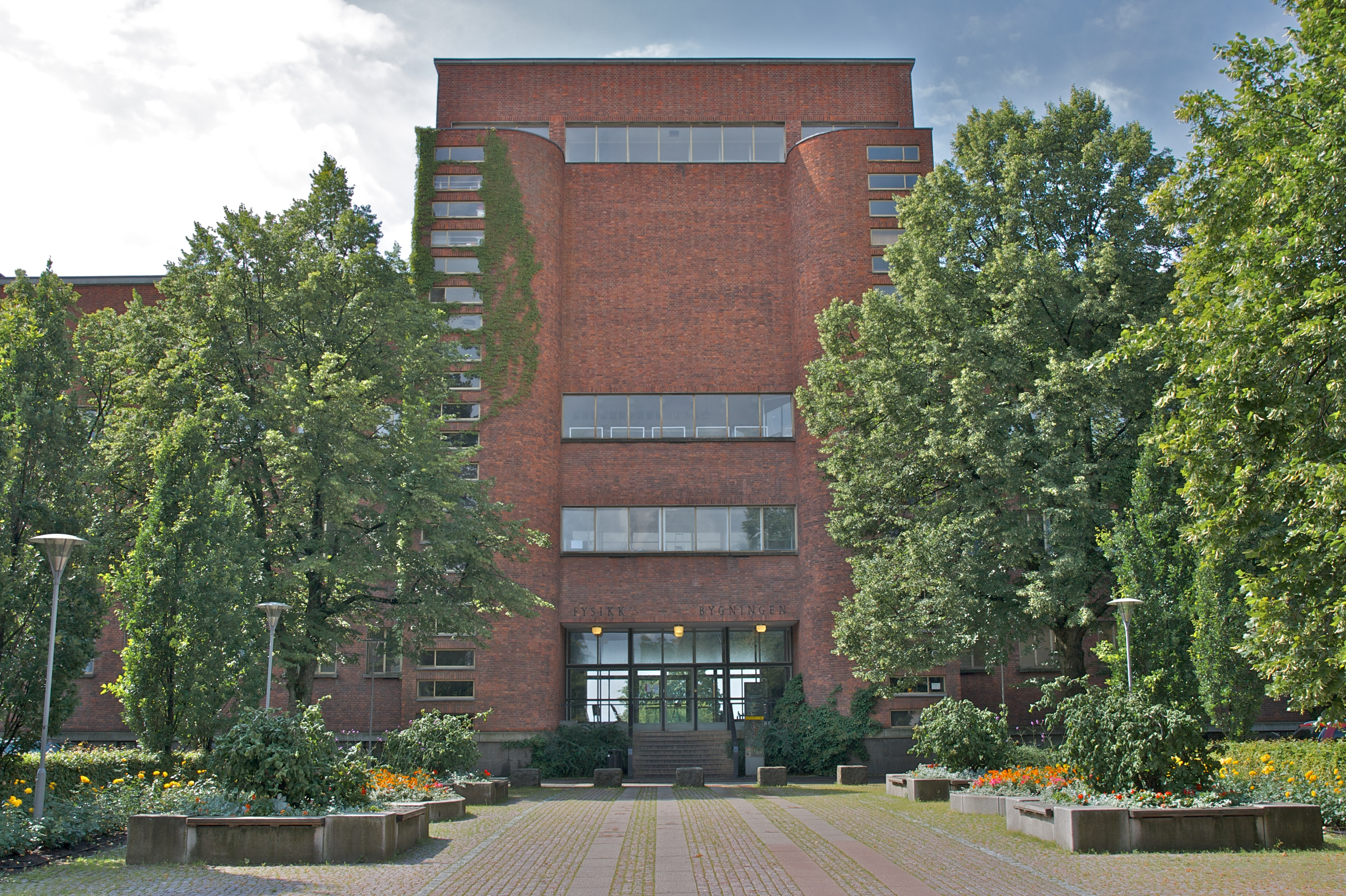
Campus Blindern (2009)

Blindern ist ein Gebiet im Osloer Stadtteil Nordre Aker. Es beheimatet vor allem Gebäude der Universität Oslo.

## Lage und Name
Blindern befindet sich im Stadtteil Nordre Aker, der im Norden Oslos liegt. Genauer liegt die Gegend zwischen den Stadtgebieten Ullevål, Marienlyst und Vinderen. Namensgebend sind die Blindern gårdene, zwei Höfe, von denen einer seit 2000 als Sitz des Bischofs von Oslo dient. Der Begriff Blindern leitet sich vermutlich vom altnordischen Namen „Blindarin“ ab, welcher sich aus „Blind“ (deutsch: verborgen, versteckt) und „vin“ (deutsch: Wiese) zusammensetzt.

## Geschichte

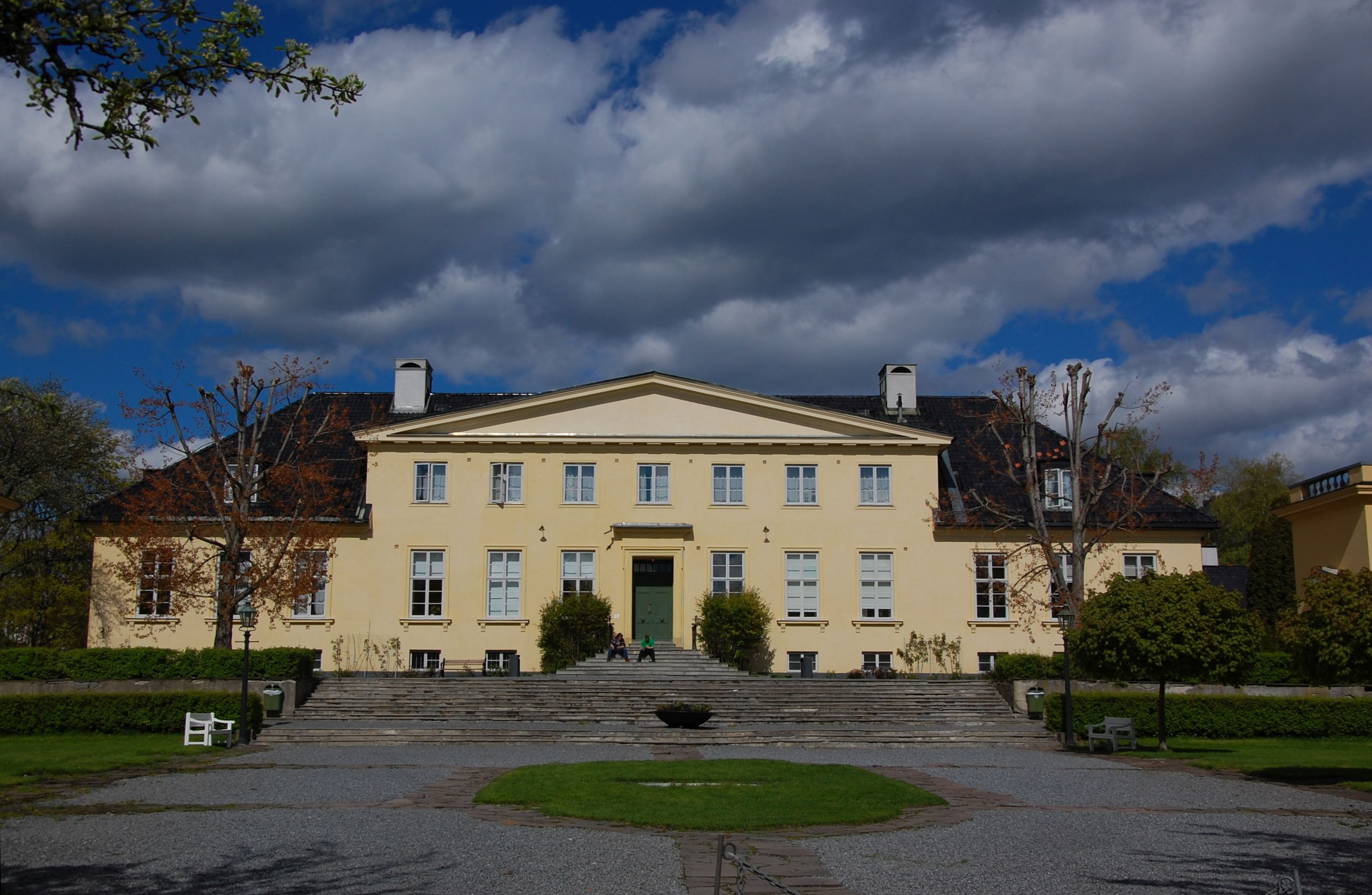
Studentenheim Blindern (2015)

Nach einem Beschluss des norwegischen Nationalparlaments Storting aus dem Jahr 1920 kaufte die Universität Oslo einen Großteil des Gebietes, um dort Gebäude für die Universität zu erbauen. Von 1923 bis 1925 wurde das Studentenheim Blindern studenterhjem im neoklassizistischen Stil errichtet. Dieses wurde 1941 von der Geheimen Staatspolizei (Gestapo) eingenommen und erst nach Ende des Zweiten Weltkriegs wurde es wieder als Studentenwohnheim benutzt. Seit 1997 steht das Gebäude unter Denkmalschutz. Im Jahr 1932 wurde das pharmazeutische Institut fertiggestellt, 1934 das Institut für Astrophysik und 1935 folgte das Institut für Physik und Chemie. Die Universitätsanlagen wurden schließlich 1936 offiziell eröffnet. Bereits 1934 erfolgte die Verkehrsanbindung des Gebiets durch die Sognvannsbanen. In den 1960er-Jahren wurde der Campus aufgrund eines Stortingsbeschlusses aus dem Jahr 1951 weiter ausgebaut.
In Blindern liegt seit 1940 der Hauptsitz des Meteorologisk Institutt, bereits 1937 begann man, dort meteorologische Messungen vorzunehmen.